# Alexandre Iakovenko
Pour les articles homonymes, voir Iakovenko.
Alexandre Vladimirovitch Iakovenko (russe : Александр Владимирович Яковенко), né le 21 octobre 1954 à Gomel en URSS, est un homme politique russe. 

## Situation
Il est vice-ministre des Affaires étrangères de la fédération de Russie chargé du large éventail de problèmes dans le domaine de la diplomatie multilatérale : la participation de la Russie à l'ONU, à l'UNESCO et aux autres organisations internationales, la coopération économique et humanitaire internationale, le respect des droits de l'homme, la coopération écologique, le changement du climat, les questions de la culture et du sport. 
Il est diplômé de l'Institut d'État des relations internationales de Moscou en 1976, docteur en droit, ambassadeur extraordinaire et plénipotentiaire. 
Alexandre Iakovenko a commencé sa carrière diplomatique en 1976. Il a occupé différents postes à la direction des organisations internationales, à la Mission permanente de l'URSS auprès de l'ONU à New York, au Département de planification de la politique extérieure, au Département de la coopération scientifique et technologique internationale, au Département des problèmes de la sécurité et du désarmement, à la Mission permanente de la Russie auprès des organisations internationale à Vienne, au Département de l'information et de la presse. 
Il a participé au travail de plusieurs sessions du Conseil de sécurité et de l'Assemblée générale de l'ONU, de la Conférence générale de l'UNESCO, des forums de l'OSCE, aux négociations sur la réduction des forces armées et des armements en Europe ainsi qu’aux pourparlers sur les mesures de transparence et de confiance en Europe, aux sessions du Conseil des Gouverneurs de l'AIEA, de la Commission russo-américaine sur la coopération économique et technologique, aux réunions des experts de pays du G8. Il a été en tête de la délégation russe aux pourparlers intergouvernementaux sur la création de la station spatiale internationale (1993 1998). Il parle couramment l'anglais et le français. 
Il est marié et père d'une fille.

## Carrière diplomatique
- Depuis 2011 : ambassadeur de Russie au Royaume-Uni ;
- 2005-2011 : vice-ministre des Affaires étrangères de la fédération de Russie ;
- 2000-2005 : représentant officiel du ministère des Affaires étrangères de la Russie, directeur du Département de l'information et de la presse ;
- 1997-2000 : adjoint du représentant permanent de la fédération de Russie auprès des organisations internationales à Vienne ;
- 1995-1997 : directeur adjoint du Département des problèmes de la sécurité et du désarmement, représentant de la Russie au Conseil de l’administration du Centre international pour la science et la technologie, Moscou ;
- 1993-1995 : directeur adjoint du Département de la coopération scientifique et technologique internationale ;
- 1976–1993 : il occupe diverses postes diplomatiques au ministère des Affaires étrangères de la fédération de Russie à Moscou et à l'étranger.

## Participation aux forums internationaux
- 2009 : vice-président de la Conférence d’examen et de suivi de la Conférence mondiale contre le racisme, la discrimination raciale, la xénophobie et l’intolérance qui y est associée, Genève, chef de la délégation de la fédération de Russie ;
- chef de la délégation de la fédération de Russie à la session de la Commission économique des Nations unies pour l’Europe (CEE), Genève ;
- 2000-2009 : participation aux sessions de l’Assemblée générale des Nations unies, New York
- 2000-2009 : participation aux séances du Conseil de sécurité des Nations unies, New York ;
- 2005-2009 : chef de la délégation de la fédération de Russie aux sessions  du Conseil économique et social, Genève,  New York ;
- 2006-2009 : chef de la délégation de la fédération de Russie aux sessions du Conseil des droits de l’homme des Nations unies, Genève ;
- 2008–2009 : chef de la délégation de la fédération de Russie aux forums annuels de l’Alliance des civilisations, Madrid, Istanbul ;
- 2008 : chef de la délégation de la fédération de Russie à la session de l’Organisation des Nations unies pour l’alimentation et l’agriculture (FAO), Rome ; chef de la délégation de la fédération de Russie à la session extraordinaire du Conseil d’administration du PNUE / Forum ministériel mondial sur l’environnement, Monaco ;
- 2007 : chef de la délégation de la fédération de Russie à la session de la Conférence générale de l’UNESCO, Paris ; chef de la délégation de la fédération de Russie à la session de la Commission économique des Nations unies pour l’Europe (CEE), Genève ; vice-président de la session de la Conférence générale de l’ONUDI, Vienne, chef de la délégation de la fédération de Russie ; chef de la délégation de la fédération de Russie à la session da la Commission économique et sociale pour l’Asie et le Pacifique (CESAP) de l'ONU, Alma-Ata ;
- 2006 : représentant de la fédération de Russie à la Conférence des chefs d'État et de gouvernement du Mouvement des non alignés, La Havane ; chef de la délégation de la fédération de Russie à la Conférence ministérielle sur les transports des pays de la région de l’Asie et du Pacifique, Busan, la République de Corée ; chef de la délégation de la fédération de Russie à la session ministérielle de l’OCDE, Paris.

## Carrière académique
- Membre de l'Académie des sciences naturelles de la Russie (RAEN, Moscou)
- Membre du Conseil des recherches spatiales de l'Académie des sciences de la Russie, Moscou
- Membre de l'Institut international de droit spatial (IISL), Paris
- Membre de l'Académie internationale d'astronautique (IAA), Paris.

## Publications
Il est l'auteur de plusieurs ouvrages et d'un manuel sur le droit international ; de plus de 100 publications sur les relations internationales et les questions de la politique étrangère de la Russie, des sciences, de l'éducation et de la culture.